# Saint-André du Quirinal (titre cardinalice)
Le titre cardinalice de Saint-André du Quirinal  a été créé par Jean-Paul II en 1998. L'église homonyme à laquelle il est rattaché est, depuis le XVIe siècle, siège du noviciat des Jésuites.

## Titulaires
- Adam Kozłowiecki, S.J. (1998-2007)
- Odilo Pedro Scherer (2007- )

## Sources
- (it) Cet article est partiellement ou en totalité issu de l’article de Wikipédia en italien intitulé « Sant'Andrea al Quirinale (titolo cardinalizio) » (voir la liste des auteurs).